# غارة ناساو
غارة ناساو هي غارة وهجوم بحري شنه الإسبان والفرنسيين أثناء حرب الخلافة الإسبانية في أكتوبر 1703 ضد قاعدة ناساو الإنجليزية في جزر البهاما. تمكن الإسبان والفرنسيين من النصر وقاموا باحتلال وتدمير واحراق ناساو. أصبحت الجزر بعدها تحت الاحتلال الإسباني وبقيت كذلك حتى سنة 1720 حيث استعادها الإنجليز.